# La casa dei sogni (Agatha Christie)
La casa dei sogni (tit. orig. While the Light Lasts and Other Stories) è una raccolta di racconti postuma di Agatha Christie. I racconti furono pubblicati su varie riviste negli anni Venti, mentre la loro prima pubblicazione in volume avvenne nel 1997.

## Contenuti
La collezione raccoglie, con dettagliate note del critico letterario Tony Medawar, uno specialista della Christie, i seguenti racconti:
- La casa dei sogni ("The House of Dreams"): pubblicato nel numero 74 del Sovereign Magazine, nel gennaio 1926, illustrato da Stanley Lloyd.
- L'attrice ("The Actress"): pubblicato nel numero 218 de The Novel Magazine nel maggio 1923 col titolo di A Trap for the Unwary, con un'illustrazione di Emile Verpilleux. Prima della pubblicazione in questo volume, il racconto (con l'illustrazione del 192) venne ristampato nel 1990 nel paperback Agatha Christie – Official Centenary Celebration da Belgrave Publishing (ISBN 0-00-637675-4). The Actress è il titolo originale che voleva la Christie.
- Il limite ("The Edge"): prima pubblicato, senza illustrazioni, nel numero 374 del Pearson's Magazine, nel febbraio 1927.
- L'avventura di Natale ("Christmas Adventure"): la prima volta pubblicato, senza illustrazioni, nel numero 1611 de The Sketch Magazine, dell'11 dicembre 1923. Il racconto fu successivamente ampliato dall'autrice in una novella, pubblicata anche come titolo nella raccolta The Adventure of the Christmas Pudding, nel 1960.
- Il dio solitario ("The Lonely God"): pubblicato nel numero 333 del Royal Magazine, nel luglio 1926, con illustrazioni di Henry Coller. Il titolo originale scelto dalla Christie per questo racconto era "The Little Lonely God".
- L'oro di Manx ("Manx Gold"): uno tra i più inusuali della carriera della Christie, fu scritto su incarico di una parte dei politici di manx per promuovere il turismo sull'Isola di Man. Christie scrisse un racconto che fu serializzato sul Daily Dispatch in cinque pezzi, il 23, 24, 26, 27 e 29 maggio 1930. Lo scopo era quello di organizzare una caccia al tesoro, che fu poi effettivamente tenuta nel 1930. La storia fornì indizi sull'ubicazione di quattro tabacchiere nascoste sull'isola, ciascuna delle quali conteneva un buono di 100 sterline, una somma considerevole nel 1930. Ai residenti dell'isola fu vietato di partecipare. Per promuovere ulteriormente la caccia, la storia è stata poi pubblicata in un opuscolo promozionale intitolato June in Douglas, distribuito nelle pensioni e in altri luoghi turistici. Sebbene siano state stampate un quarto di milione di copie di questo opuscolo, pare che solo una sia sopravvissuta.
- Entro il muro ("Within a Wall"): pubblicato nel numero 324 del Royal Magazine nell'ottobre 1925.
- Il mistero della cassapanca di Baghdad ("The Mystery of the Baghdad Chest"): pubblicato nel numero 493 dello Strand Magazine, nel gennaio 1932. La storia fu più tardi rielaborata e aumentata nella forma di novella per esser poi pubblicata col titolo Il mistero della cassapanca spagnola ("The Mystery of the Spanish Chest") nel 1939, poi apparso nella collezione The Adventure of the Christmas Pudding del 1960, nel Regno Unito.
- Fintanto che dura la luce ("While the Light Lasts"): la prima volta pubblicato nel numero 229 de The Novel Magazine, nell'aprile 1924, con due illustrazioni di Howard K. Elcock. L'intreccio narrato nel racconto è simile a quello del romanzo della Christie Giant's Bread, pubblicato sotto lo pseudonimo di Mary Westmacott.

## Edizioni italiane
- La casa dei sogni, traduzione di Grazia Maria Griffini, a cura di Tony Medawar, Collana Il Giallo Mondadori n.189, Milano, Mondadori, 21 aprile 1998. - Collana Superblues, Mondadori, 1998, ISBN 88-04-45134-3; Collana Oscar Bestsellers n.1018, Mondadori, 1999, ISBN 88-04-47170-0; Collana I Classici del Giallo Mondadori n.875, agosto 2000; Collana Oscar Scrittori moderni, Mondadori, 2005, ISBN 978-88-045-4327-5; Collana Oscar Gialli, Mondadori, 2019, ISBN 978-88-047-1640-2.